# Nicolás Casimiro
José Nicolás Casimiro Fulgencio (* 28. April 1911 in Santo Domingo; † 17. September 1964 ebenda) war ein dominikanischer Sänger.

## Leben und Wirken
Der musikalische Autodidakt wurde in den 1930er Jahren durch Radiosendungen in der Dominikanischen Republik bekannt. 1940 wurde er bei einem Wettbewerb am Teatro Travieso als populärster Sänger im Radio von Ciudad Trujillo gewählt. 1943 erhielt er einen Vertrag bei La Voz del Yuna für Auftritte mit dem Orquesta San José. 1948 wurde er bei einem Wettbewerb der Zeitschrift Salón Fígaro zum populärsten Sänger der Dominikanischen Republik gewählt.
Casimiros Repertoire umfasste vorrangig Werke dominikanischer Komponisten wie Juan Lockward, Diógenes Silva, Enriquillo Sánchez, Bullumba Landestoy und Leopoldo Gómez. 1957 nahm er bei La Voz Dominicana eine 45er Schallplatte mit Titel wie Españolita, Su preocupación und Vega vieja y Silencio auf. Später folgten Langspielplatten wie Nicolás Casimiro y sus amigos, Nicolás Casimiro canta und Ese es Nicolás Casimiro.